# Bupleurum kaoi
Bupleurum kaoi är en flockblommig växtart som beskrevs av T.S.Liu, C.Y. Chao och Tsan Iang Chuang. Bupleurum kaoi ingår i släktet harörter, och familjen flockblommiga växter. Inga underarter finns listade i Catalogue of Life.